# UEFA Cup finalen 1980
UEFA Cup finalen 1980 var to fodboldkampe som skulle finde vinderen af UEFA Cup 1979-80. De blev spillet den 7. og 21. maj 1980 imellem de vesttyske klubber Borussia Mönchengladbach og Eintracht Frankfurt.
Kampene var kulminationen på den 9. sæson i Europas næststørste klubturnering for hold arrangeret af UEFA siden etableringen af UEFA Cup i 1971. For Mönchengladbach gjaldt det at det var fjerde gang, og andet år i træk, at de var nået frem til finalen i turneringen, hvor de vandt i 1975 og 1979, mens finalen i 1973 blev tabt. For Frankfurt var det første finale i turneringen, og den første europæiske finale siden 1960, hvor de tabte Mesterholdenes Europa Cup finale.
Frankfurt vandt samlet 3-3 efter reglen om flest scorede mål på udebane, efter at de havde tabt den første kamp i Mönchengladbach med 2-3. I returkampen to uger efter på hjemmebanen Waldstadion vandt de med 1-0.
De danske spillere Steen Thychosen og Carsten Nielsen deltog i begge kampe for Mönchengladbach. 

## Kampene

### 1. kamp
| 7. maj 1980 |

| Mönchengladbach               | 3 – 2   | Eintracht Frankfurt           |
| ----------------------------- | ------- | ----------------------------- |
| Kulik 44', 88' · Matthäus 76' | Rapport | 37' Karger · 71' Hölzenbein · |

| Bökelbergstadion, Mönchengladbach Tilskuere: 25.000 Dommer: Guruceta Muro (Spanien) |

### 2. kamp
| 21. maj 1980 |

| Eintracht Frankfurt | 1 – 0   | Mönchengladbach |
| ------------------- | ------- | --------------- |
| Schaub 81'          | Rapport |                 |

| Waldstadion, Frankfurt Tilskuere: 59.000 Dommer: Alexis Ponnet (Belgien) |